# J. 하워드 마셜
제임스 하워드 마셜(James Howard Marshall II, 1905년 1월 24일 ~ 1995년 8월 4일)은 미국의 기업인, 대학 교수이자 변호사로 미국의 석유 재벌이자, 재계 거물의 한 사람이었다. 한때 미국 연방 정부의 공무원으로도 근무하였다. 유류 파동 이전까지는 미국 국내외의 9개 이상의 석유 회사와도 관련이 있었다. 1994년에는 모델 애나 니콜 스미스와 결혼하였으나 1년 만에 사망하였다.

## 생애

### 초기 활동
제임스 하워드 마셜은 펜실베이니아주 저먼 타운에서 태어났다. 그는 펜실베이니아주 뉴타운의 퀘이커교 계열 사립고등학교 조지 고등학교를 다녔으며, 졸업 후 하버포드 대학(Haverford College)이라는 퀘이커교 계열 소규모 자유인문 대학(liberal arts college)으로 진학하여 1926년에 졸업하였다. 조지 고등학교와 하버포드 대학에 재학 중 그는 대학 학보와 교내 토론클럽을 지휘하였으며 미식축구팀과 테니스부에도 참여하여 활동했다.
1928년 예일 로스쿨에 입학하여 1931년 마그나 쿰 라우데급의 우수한 성적으로 졸업하였다. 예일 재학시절 그는 예일 로저널(Yale Law Journal)의 편집인으로 활동하기도 했다. 예일 로스쿨을 마친 뒤 1931년부터 모교 예일 로스쿨에서 보조 학장(Assistant Dean)으로 1933년까지 근무하며 학생들을 가르쳤다. 1933년 해롤드 L. 랙스의 법률 자문위원이 되었다. 1933년에는 석유산업에 대한 경쟁 코드라는 책을 저술하였다. 그는 1931년 엘리노어 피어스(Eleanor Pierce)와 결혼했으나, 1961년 이혼했다. 엘리노어 피어스 사이에서 제임스 하워드 마샬 3세(1936년 2월 6일생)와 에버렛 피어스 마샬(1939년 1월 12일생)의 두 아들이 태어났다. 바로 1961년 베티 보하넌(Bettye Bohannon)과 재혼했는데, 두 번째 재혼생활은 베티 보하넌이 사망하는 1991년까지 지속되었다.
1935년에는 대통령의 캘리포니아의 스탠다드 오일 특별관리인이 되어 정부에 입각하였다. 1941년 그는 다시 정부에 소환되어 전시 기간 중의 석유 개발 사업에 참여하였으며, 미국 연방석유위원회와 보상위원회, 미국 석유 협회의 위원이 되었다.

### 석유 기업인 활동
1944년 폴 G. 브레이저 코트와 함께 랜드 석유&석유회사(현재의 애쉬랜드 주식회사)를 설립하고 부회장이 되었다.
1952년 사무엘 B. 모셔의 시그널 오일 앤드 가스회사(Signal Oil & Gas)의 부회장이 되고, 1960년 유니온 텍사스 정유회사의 부사장과 사장, 1967년 연합 시그널 오일회사(ARCO)의 사장이 되어 1969년까지 재직했다. 그밖에 그는 그레이트 노던 오일 주식회사에도 막대한 지분을 차지했으며, 여러 석유회사의 임원을 거치면서 그는 미국 북부의 정유회사들의 주식 지분을 획득하기도 했다.
그는 또다른 석유 재벌 코흐 산업의 주식 16%를 획득했다. 이때 그는 자신의 아들 제임스 하워드 마샬 3세가 빌 코크에서 코흐 산업을 인수하려는 시도가 프레드릭 코흐와 찰스 코흐와 데이비드 코흐의 반대로 실패하게 되자, 아들 제임스 하워드 마샬 3세에게 증여한 주식을 회수하고, 하워드 마샬 3세를 자신의 주식, 부동산 사업에서 배제하였다. 한편 그는 자신의 다른 아들 피어스 마샬과 함께 찰스 코흐, 데이비드 코흐의 편에 섰다. 오일 파동 이전까지 그는 미국의 여러 석유회사의 주식, 지분들을 대량으로 보유하고 있었다.
1994년 89세의 나이에 당시 모델이자 방송인이었던 안나 니콜 스미스와 재혼했다. 이들의 결혼을 두고 안나 니콜 스미스가 그의 재산을 노린 것이라는 말이 많았다. 이들의 결혼생활은 그가 죽는 시점까지 13개월간 지속되었다. 제임스 하워드 마샬은 1995년 8월 4일 텍사스주 휴스턴의 휴양지에서 사망했으며, 사망 원인은 자연사로 밝혀졌다.

### 사후
그는 구두로는 안나 니콜 스미스에게 자신의 재산의 반을 주겠다고 약속했다 하나 유언장에는 안나 니콜 스미스의 이름은 없었다. 그가 죽고 안나 니콜 스미스는 하워드 마셜의 상속인인 피어스 마샬과 12년간 법정 소송을 하였다.
하워드 마셜은 유언장에서 유산 상속자로 안나 니콜 스미스와 자신의 다른 아들 제임스 하워드 마샬 3세, 그밖의 자녀들은 없었고, 자신의 사업 동반자이자 후계자로 지목한 에버렛 피어스 마샬을 지목했다. 안나 니콜 스미스와 다른 아들 제임스 하워드 마샬 3세는 유산을 획득하기 위해 미국 내 모든 주의 법원과 미국 연방 법원에서 소송을 걸었지만 텍사스 법원에서 패소한다.
유언장 검증 절차에 들어가는 동안 안나 니콜 스미스는 파산 선언을 함과 동시에 4억 7400만 달러의 유산을 받았다. 그러나 파산 선고가 무효가 되면서 안나 니콜 스미스의 상속분은 8천 800만 달러가 감소된다. 9차례의 재소송 끝에 안나 니콜 스미스는 제임스 하워드 마셜의 상속인이 아님을 확인하였지만 분쟁은 계속되었고, 2006년 그의 아들 에버렛 피어스 마샬이 사망한 뒤에도 계속되었다. 에버렛 피어스 마샬의 가족은 다시 소송을 제기했지만 피어스의 몫으로 3500만 달러의 유산이 감액 지급되었다.